# Daf

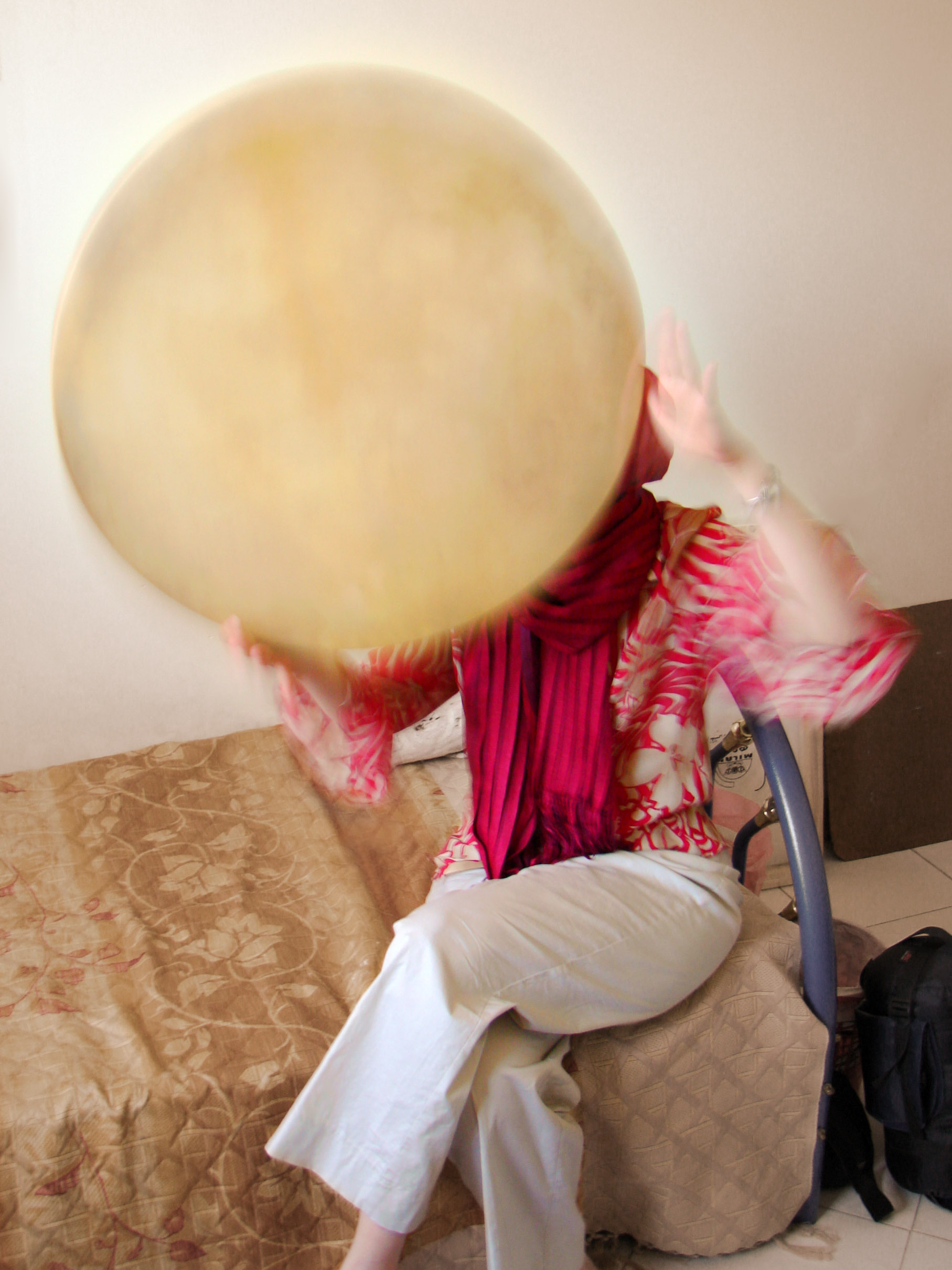
Una mujer tocando el daf.

El daf (persa, kurdo, árabe, urdú: دف; khowar: ڈف, del pahlavi: dap) es  un instrumento de percusión membranófono persa perteneciente al grupo de los tambores de marco. Es utilizado en la interpretación de música popular y clásica. Por lo general el marco es confeccionado con una madera dura con numerosos platillos metálicos adosados, siendo la membrana por lo general de piel de cabra. El daf es característico del Medio Oriente,  Kurdistán, Irán, Armenia, Pakistán, Turquía, Tayikistán y Azerbaiyán, y por lo general sirve para acompañar a cantantes y ejecutantes del tambura, violín, oud, saz y otros instrumentos del Medio Oriente. Algunos daf poseen pequeños címbalos, lo cual los hace análogos a una gran pandereta. La palabra daf ha dado lugar al español adufe.

## Historia
Los registros más antiguos del daf se remontan al período Sasánida en Irán. El nombre pahlavi (un idioma irani antiguo) del daf es dap. Por lo tanto la palabra daf es una forma árabe de la palabra dap. Se han encontrado algunos dibujos de daps en pinturas que se remontan a antes de la era cristiana. La presencia del dap iraní en los relieves de Behistun sugieren que el daf existió antes del surgimiento del Islam. Los dafs eran parte de la música religiosa en Irán mucho antes del Sufismo. La música iraní ha siempre sido una herramienta espiritual. Y el daf desempeñó un importante papel en que el Irán mazdeista emergiera como un elemento importante durante el período sasánida en la dinastía Kâvusakân. También existe una especie de tambor de marco cuadrado en las tallas en piedra de Taq-e Bostan (otro monumento famoso ubicado a 5 km al noreste de la ciudad de Kermanshah). Estos tambores de marco eran tocados en el Medio Oriente antiguo (principalmente por mujeres en las sociedades kurdas), Grecia y Roma y alcanzó la Europa medieval a través de la cultura islámica.
El Nouruz (primer día del año nuevo iraní y el festival nacional de los pueblos iranios y otras ocasiones festivas fueron acompañados por el sonido del dap durante el período Sasánida (224 - 651). Durante este período el dap era tocado para acompañar la música clásica iraní. Es probable que los daps fueran también utilizados en la corte para tocar en modos y melodías de la música tradicional. Esta música tradicional o clásica fue creada por Barbod el Grande y fue denominada khosravani en referencia al rey Cosroes II. Investigaciones realizadas han concluido que estos modos eran utilizados para acompañar el recitado de las plegarias mazdeistas (Zoroastrismo). Estos modos se han conservado hasta nuestros días pasando de maestro a estudiante, y en la actualidad se los denomina el sistema radif y dastgah. Muchas de las melodías se han perdido, pero muchas de las que se han conservado hasta nuestros días se remontan al período Sasánida. Los dafs pueden tocarse de manera de producir ritmos sumamente complejos e intensos, ayudando a entrar en trance y alcanzar un estado espiritual elevado. Es por esta razón que el daf siempre ha estado relacionado con la  religión en Irán.
Los moros introdujeron el daf junto con otros instrumentos musicales del Medio Oriente a España, y los españoles adaptaron y promovieron el daf y otros instrumentos musicales (tales como la guitarra) en la Europa medieval. En el siglo XV, el daf solo era utilizado en ceremonias Sufies; los Otomanos lo reintrodujeron en Europa durante el siglo XVII.
El arte de ejecutar el daf en el Kurdistán iraní y otras partes de Irán ha llegado hasta nuestros días gracias al esfuerzo de los sufíes iraníes. Todavía el daf desempeña una función importante en el arte musical persa (música tanto tradicional como clásica) tal como lo hizo en tiempos antiguos.

## Dayereh
El dayereh es un instrumento utilizado para llevar el ritmo de la música. Este instrumento es más pequeño que el daf. La membrana está construida con piel de cabra estirada sobre un anillo de madera. A lo largo del borde el dayereh posee una serie de pares de discos metálicos móviles, que producen un breve sonido crisp cuando el ejecutante golpea el dayereh con los dedos y la muñeca de la mano. Tradicionalmente el  dayereh es un instrumento que tocan las mujeres. A veces es utilizado durante festividades.